# Liste der Kulturgüter in Saxon
Die Liste der Kulturgüter in Saxon enthält alle Objekte in der Gemeinde Saxon im Kanton Wallis, die gemäss der Haager Konvention zum Schutz von Kulturgut bei bewaffneten Konflikten, dem Bundesgesetz vom 20. Juni 2014 über den Schutz der Kulturgüter bei bewaffneten Konflikten sowie der Verordnung vom 29. Oktober 2014 über den Schutz der Kulturgüter bei bewaffneten Konflikten unter Schutz stehen.
Objekte der Kategorie A sind im Gemeindegebiet nicht ausgewiesen, Objekte der Kategorie B sind vollständig in der Liste enthalten, Objekte der Kategorie C fehlen zurzeit (Stand: 1. Januar 2023).

## Kulturgüter
| Foto |                                                                       | Objekt                                                                                          | Kat. | Typ | Standort                             | Beschreibung |
| ---- | --------------------------------------------------------------------- | ----------------------------------------------------------------------------------------------- | ---- | --- | ------------------------------------ | ------------ |
| ja   | Datei hochladen · Wikidata zu Ehemaliges Casino des Bains (Q29927326) | Ehemaliges Casino des Bains / Ancien Casino des Bains KGS-Nr.: 06987                            | B    | G   | Rue du Casino 4 579311 / 110582      |              |
| ja   | Datei hochladen · Wikidata zu Ruine der alten Kirche (Q29927355)      | Ruine der alten Kirche / Ruine de l’ancienne église KGS-Nr.: 06989                              | B    | G   | Chemin de la Tour 27 579828 / 110198 |              |
| ja   | Datei hochladen · Wikidata zu Schloss Saxon (Q29927382)               | La Tour, Ruinen der mittelalterlichen Burg / La Tour, ruines du château médiéval KGS-Nr.: 06990 | B    | F   | Chemin de la Tour 29 579849 / 110120 |              |
| ja   | Datei hochladen · Wikidata zu Villa der Familie Fama (Q29927408)      | Villa der Familie Fama / Villa de la famille Fama KGS-Nr.: 10580                                | B    | G   | Route du Léman 3 579389 / 110722     |              |
| ja   | Datei hochladen · Wikidata zu Pfarrkirche Saint-Maurice (Q55382054)   | Pfarrkirche Saint-Maurice / Église paroissiale Saint-Maurice KGS-Nr.: 17367                     | B    | G   | Place du Village 1 580063 / 110458   |              |